# 차가타이인

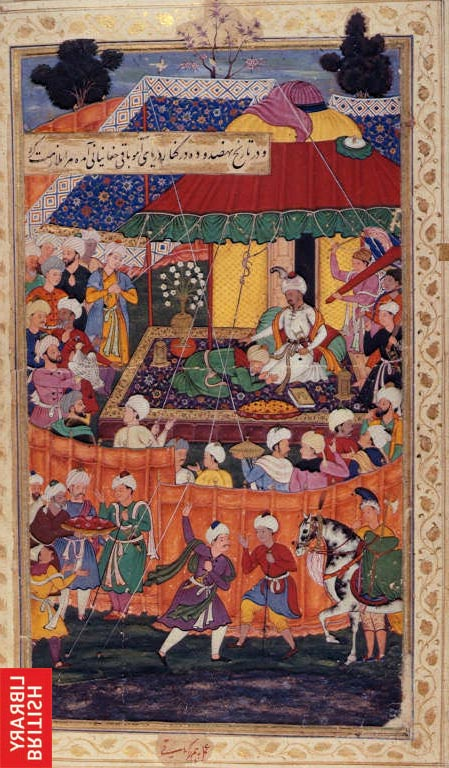
쿠스라우 샤 코쿨타쉬(Khusrau Shah Kokultash)의 남동생 바키 벡 차가타이(Baqi Beg Chaghtai)가 바부르(Babur)에게 경의를 표하고 있다.

차가타이인(Chagatai) 혹은 차가타이계 타지크인(Chagatai Tajiks), 타지크계 차가타이인(Tajik Chagatai)은 타지크(Tajik) 계통 민족으로 우즈베키스탄(Uzbekistan) 남부의 수르한다리야주(Surxondaryo Region)와 타지키스탄(Tajikistan) 남부에 거주한다. 1924-25년에 이들은 63,500명 정도였다.:41 카르두리인(Kharduri)과 함께 차가타이인은 별도의 정체성을 지닌 타지크계 민족 집단 준 하나이다.:183 이들의 기원은 불명이나 민족명 차가타이는 징기스칸(Genghis Khan)의 아들 차가타이칸(Chagatai Khan)에서 나온 것이다.:41

## 역사
1926년 소련 인구조사(1926 Soviet Census)에서 차가타이 타지크인은 우즈베크인(Uzbeks)으로 언급되었다. 소련 역사학자 미하일 쿠댜코프(Mikhail Khudyakov)는 차가타이인은 완전한 우즈베크인도 타지크인도 아니며, 어느 정도 투르크화(Turkicisation)된 타지크인이나 타지크어를 도입한 우즈베크인이라고 제시하였다.
투르크어계통의 차가타이어(Chagatai language)는 차가타이계 타지크인의 언어가 아니다.

## 같이 보기
- 카르두리인
- 타지크인